# Tiresia
Tiresia és una pel·lícula francesa de 2003 dirigida per Bertrand Bonello i escrita per Bonello i Luca Fazzi. Basat en la llegenda de Tirèsias, parla d'una dona transgènere que és segrestada per un home i deixada morir al bosc. Aleshores és salvada per una família i rep el regal d'explicar el futur. La pel·lícula és protagonitzada per Laurent Lucas, Clara Choveaux, Thiago Telès i Célia Catalifo.
Tiresia va ser nominada a la Palma d'Or al 56è Festival Internacional de Cinema de Canes.

## Argument
En la mitologia grega, Tiresias és alhora home i dona. En aquesta pel·lícula, Tiresia és una dona transgènere brasilera que viu amb el seu germà als afores de París i viu de la prostitució. Terranova és un somiador i un esteta. La seva obsessió per Tiresia el portarà a segrestar-la. Però sense la seva ingesta regular d'hormones, Tiresia pren gradualment la forma d'un home. Decebut, Terranova l'abandona al camp, on l'Anna la recollirà i l'ajudarà.

## Repartiment
- Laurent Lucas com Terranova / Pare François
- Clara Choveaux com a Tiresia I
- Thiago Telès com a Tiresia II
- Célia Catalifo com a Anna
- Lou Castel com a Charles
- Alex Descas com a Marignac
- Fred Ulysses com a Roberto
- Stella com a Kim
- Marcelo Novais Teles com a Eduardo
- Olivier Torres com a Mathieu
- Isabelle Ungaro com a Louise
- Abel Nataf com el fill d'Anna
- Pascal Tréguy com a entrenador d'animals